# Championnat de la Martinique de football 2022-2023
Navigation
Édition précédente Édition suivante
La saison 2022-2023 du Championnat de la Martinique de football de Régional 1 ou Trophée Gérard Janvion met aux prises seize clubs pour le titre de champion de la Martinique de football.
Cet exercice est caractérisé par son statut transitoire puisqu'après être passé de quatorze à vingt équipes, des conséquences de la pandémie de Covid-19, le championnat retranche deux formations pour revenir à quatorze clubs et un groupe unique pour la saison 2023-2024. Ainsi, un nouveau format est adopté, celui d'avoir deux groupes de huit équipes qui s'affrontent en aller-retour dans une première phase. Lors d'une seconde phase, les trois meilleurs des groupes A et B sont rassemblées dans une poule haute afin de déterminer le champion de Martinique tandis que les équipes classées de la quatrième à la huitième position se retrouvent dans la poule basse afin d'éviter la relégation qui concerne alors cinq des dix clubs engagés.
Au terme de la deuxième phase, le Golden Lion de Saint-Joseph devance le Club franciscain de quatre points et remporte un cinquième titre de champion de Martinique et le troisième consécutif.

## Format
Cette saison 2022-2023 est marquée par la participation de seize équipes et la volonté d'un retour à un format classique d'une poule unique de quatorze clubs connu avant la pandémie de Covid-19 pour la saison 2023-2024.
Cette saison débute ainsi avec une première phase avec deux groupes (A et B) de huit équipes qui s'affrontent en aller-retour sur quatorze journées. À l'issue de cette première phase, les trois meilleures équipes de chaque groupe se retrouvent dans une poule haute et les cinq moins bonnes (classées de la quatrième à la huitième position) dans une poule basse.
Les six clubs de la poule haute s'affrontent en format aller-retour pour un total de dix journées. Le premier au classement est déclaré champion de Martinique.
Les dix formations de la poule basse disputent également dix journées, en format aller-retour : les équipes issues du groupe A ne joueront des rencontres que contre les équipes issues du groupe B de la première phase et inversement. Les points obtenus face aux équipes d'un même groupe lors de la première phase sont conservés pour la deuxième phase.

## Participants
Un total de vingt équipes participent au championnat, douze d'entre elles étant déjà présentes la saison précédente, auxquelles s'ajoutent quatre promus de Régional 2 que sont le New Club, le Club péléen, l'AC Vert-Pré et le Good Luck de Fort-de-France.
| \| Samaritaine Club franciscain Aiglon US Robert Club colonial Golden Star Good Luck Trénelle Golden Lion RC Saint-Joseph US Diamantinoise Assaut CS Case-Pilote Club péléen New Club Vert-Pré \| Localisation des équipes engagées. |
| Samaritaine Club franciscain Aiglon US Robert Club colonial Golden Star Good Luck Trénelle Golden Lion RC Saint-Joseph US Diamantinoise Assaut CS Case-Pilote Club péléen New Club Vert-Pré                                          |

Légende des couleurs
- Tenant du titre
- Promu de Régional 2

| Club                            | Présent depuis | Classement 2021-2022   | Stade                             | Ville          |
| ------------------------------- | -------------- | ---------------------- | --------------------------------- | -------------- |
| Golden Lion de Saint-Joseph     | 2009           | Champion               | Stade Henri-Murano                | Saint-Joseph   |
| Club franciscain                |                | Finaliste              | Stade Pierre-de-Lucy-de-Fossarieu | Le François    |
| Club colonial de Fort-de-France | 2009           | Demi-finaliste         | Stade Louis-Achille               | Fort-de-France |
| Aiglon du Lamentin              | 2002           | Demi-finaliste         | Stade Georges-Gratiant            | Le Lamentin    |
| CO Trénelle                     | 2019           | Quart-de-finaliste     | Stade Pierre-Aliker               | Fort-de-France |
| US Robert                       | 2018           | Quart-de-finaliste     | Stade Georges-Spitz               | Le Robert      |
| Samaritaine de Sainte-Marie     | 2017           | 4e (Groupe A)          | Stade Claude-Gélie                | Sainte-Marie   |
| CS Case-Pilote                  | 2021           | 4e (Groupe B)          | Stade Omer-Kromwell               | Case-Pilote    |
| Golden Star de Fort-de-France   | 2020           | 5e (Groupe B)          | Stade Pierre-Aliker               | Fort-de-France |
| US Diamantinoise                | 2021           | 5e (Groupe A)          | Stade Armand-Ribier               | Le Diamant     |
| Racing Club de Saint-Joseph     | 2017           | 6e (Groupe A)          | Stade Henri-Murano                | Saint-Joseph   |
| Assaut de Saint-Pierre          | 2020           | 6e (Groupe B)          | Stade Paul Pierre-Charles         | Saint-Pierre   |
| Club péléen                     | 2022           | Champion de R2         | Stade Georges Charles-Alfred      | Le Morne-Rouge |
| New Club                        | 2022           | Vice-champion de R2    | Stade Hermann-Panzo               | Rivière-Salée  |
| AC Vert-Pré                     | 2022           | Vainqueur barrage (R2) | Stade Léon-Duchamps               | Le Vert-Pré    |
| Good Luck de Fort-de-France     | 2022           | Vainqueur barrage (R2) | Stade Pierre-Aliker               | Fort-de-France |

## Compétition

### Première phase
Le classement est établi sur le barème de points suivant (victoire à 4 points, match nul à 2, défaite à 1).
Le départage final se fait selon les critères suivants :
- Le nombre de points.
- La différence de buts générale.
- Le nombre de buts marqués.

| Rang | Équipe                        | Pts | J  | G  | N | P  | Bp | Bc | Diff |
| ---- | ----------------------------- | --- | -- | -- | - | -- | -- | -- | ---- |
| 1    | Golden Lion de Saint-Joseph T | 51  | 14 | 12 | 1 | 1  | 36 | 14 | +22  |
| 2    | US Diamantinoise              | 41  | 14 | 8  | 3 | 3  | 28 | 11 | +17  |
| 3    | Aiglon du Lamentin            | 40  | 14 | 8  | 2 | 4  | 27 | 15 | +12  |
| 4    | CS Case-Pilote                | 39  | 14 | 7  | 4 | 3  | 25 | 15 | +10  |
| 5    | Club péléen P                 | 31  | 14 | 5  | 2 | 7  | 19 | 22 | -3   |
| 6    | Golden Star de Fort-de-France | 29  | 14 | 4  | 3 | 7  | 25 | 26 | -1   |
| 7    | CO Trénelle                   | 20  | 14 | 1  | 3 | 10 | 8  | 26 | -18  |
| 8    | Good Luck de Fort-de-France P | 19  | 14 | 1  | 2 | 11 | 19 | 58 | -39  |

| Rang | Équipe                          | Pts | J  | G | N | P | Bp | Bc | Diff |
| ---- | ------------------------------- | --- | -- | - | - | - | -- | -- | ---- |
| 1    | Club colonial de Fort-de-France | 45  | 14 | 9 | 4 | 1 | 27 | 7  | +20  |
| 2    | Club franciscain                | 39  | 14 | 8 | 1 | 5 | 22 | 18 | +4   |
| 3    | Samaritaine de Sainte-Marie     | 37  | 14 | 7 | 2 | 5 | 17 | 16 | +1   |
| 4    | Assaut de Saint-Pierre          | 35  | 14 | 6 | 3 | 5 | 24 | 21 | +3   |
| 5    | RC Saint-Joseph                 | 34  | 14 | 6 | 2 | 6 | 14 | 14 | 0    |
| 6    | New Club P                      | 31  | 14 | 5 | 2 | 7 | 20 | 25 | -5   |
| 7    | US Robert                       | 25  | 14 | 3 | 2 | 9 | 10 | 19 | -9   |
| 8    | AC Vert-Pré P                   | 24  | 14 | 2 | 4 | 8 | 15 | 29 | -14  |

- Qualification pour la poule haute
- Qualification pour la poule basse

T : Tenant du titre

P : Promu de Régional 2

### Deuxième phase
| Poule haute \| Rang \| Équipe \| Pts \| J \| G \| N \| P \| Bp \| Bc \| Diff \| \| ---- \| ------------------------------- \| --- \| -- \| - \| - \| - \| -- \| -- \| ---- \| \| 1 \| Golden Lion de Saint-Joseph T \| 33 \| 10 \| 7 \| 2 \| 1 \| 19 \| 9 \| +10 \| \| 2 \| Club franciscain \| 29 \| 10 \| 6 \| 1 \| 3 \| 19 \| 9 \| +10 \| \| 3 \| Club colonial de Fort-de-France \| 27 \| 10 \| 5 \| 2 \| 3 \| 21 \| 15 \| +6 \| \| 4 \| Samaritaine de Sainte-Marie \| 23 \| 10 \| 4 \| 1 \| 5 \| 14 \| 16 \| -2 \| \| 5 \| Aiglon du Lamentin \| 18 \| 10 \| 2 \| 2 \| 6 \| 13 \| 16 \| -3 \| \| 6 \| US Diamantinoise \| 15 \| 10 \| 1 \| 2 \| 7 \| 9 \| 30 \| -21 \| | - Champion de Martinique 2022-2023 T : Tenant du titre |     |    |   |   |   |    |    |      |
| Rang | Équipe                                                 | Pts | J  | G | N | P | Bp | Bc | Diff |
| 1 | Golden Lion de Saint-Joseph T                          | 33  | 10 | 7 | 2 | 1 | 19 | 9  | +10  |
| 2 | Club franciscain                                       | 29  | 10 | 6 | 1 | 3 | 19 | 9  | +10  |
| 3 | Club colonial de Fort-de-France                        | 27  | 10 | 5 | 2 | 3 | 21 | 15 | +6   |
| 4 | Samaritaine de Sainte-Marie                            | 23  | 10 | 4 | 1 | 5 | 14 | 16 | -2   |
| 5 | Aiglon du Lamentin                                     | 18  | 10 | 2 | 2 | 6 | 13 | 16 | -3   |
| 6 | US Diamantinoise                                       | 15  | 10 | 1 | 2 | 7 | 9  | 30 | -21  |

| Poule basse \| Rang \| Équipe \| Pts \| J \| G \| N \| P \| Bp \| Bc \| Diff \| \| ---- \| ----------------------------- \| --- \| -- \| -- \| - \| -- \| -- \| -- \| ---- \| \| 1 \| New Club P \| 54 \| 18 \| 11 \| 3 \| 4 \| 39 \| 26 \| +13 \| \| 2 \| RC Saint-Joseph \| 53 \| 18 \| 11 \| 2 \| 5 \| 40 \| 19 \| +21 \| \| 3 \| CS Case-Pilote \| 49 \| 18 \| 9 \| 4 \| 5 \| 33 \| 25 \| +8 \| \| 4 \| Club péléen P \| 49 \| 18 \| 9 \| 4 \| 5 \| 30 \| 23 \| +7 \| \| 5 \| Golden Star de Fort-de-France \| 48 \| 18 \| 8 \| 6 \| 4 \| 33 \| 16 \| +17 \| \| 6 \| Assaut de Saint-Pierre \| 47 \| 18 \| 9 \| 2 \| 7 \| 27 \| 19 \| +8 \| \| 7 \| AC Vert-Pré P \| 43 \| 18 \| 7 \| 4 \| 7 \| 22 \| 21 \| +1 \| \| 8 \| US Robert \| 37 \| 18 \| 5 \| 4 \| 9 \| 16 \| 24 \| -8 \| \| 9 \| CO Trénelle \| 30 \| 18 \| 3 \| 3 \| 12 \| 13 \| 32 \| -19 \| \| 10 \| Good Luck de Fort-de-France P \| 22 \| 18 \| 1 \| 2 \| 15 \| 17 \| 65 \| -48 \| | - Relégation en Régional 2 P : Promu de Régional 2 |     |    |    |   |    |    |    |      |
| Rang | Équipe                                             | Pts | J  | G  | N | P  | Bp | Bc | Diff |
| 1 | New Club P                                         | 54  | 18 | 11 | 3 | 4  | 39 | 26 | +13  |
| 2 | RC Saint-Joseph                                    | 53  | 18 | 11 | 2 | 5  | 40 | 19 | +21  |
| 3 | CS Case-Pilote                                     | 49  | 18 | 9  | 4 | 5  | 33 | 25 | +8   |
| 4 | Club péléen P                                      | 49  | 18 | 9  | 4 | 5  | 30 | 23 | +7   |
| 5 | Golden Star de Fort-de-France                      | 48  | 18 | 8  | 6 | 4  | 33 | 16 | +17  |
| 6 | Assaut de Saint-Pierre                             | 47  | 18 | 9  | 2 | 7  | 27 | 19 | +8   |
| 7 | AC Vert-Pré P                                      | 43  | 18 | 7  | 4 | 7  | 22 | 21 | +1   |
| 8 | US Robert                                          | 37  | 18 | 5  | 4 | 9  | 16 | 24 | -8   |
| 9 | CO Trénelle                                        | 30  | 18 | 3  | 3 | 12 | 13 | 32 | -19  |
| 10 | Good Luck de Fort-de-France P                      | 22  | 18 | 1  | 2 | 15 | 17 | 65 | -48  |

## Bilan du tournoi
| Championnat de la Martinique de football 2022-2023 |                                        |
| Champion                                           | Golden Lion de Saint-Joseph (5e titre) |
| Dauphin                                            | Club franciscain                       |
| Qualifications continentales                       |                                        |
| CFU Club Shield 2024                               | Golden Lion de Saint-Joseph            |
| Promotions et relégations                          |                                        |
| Promus en Régional 1                               | À déterminer                           |
| Relégués en Régional 2                             | Assaut de Saint-Pierre                 |
| Relégués en Régional 2                             | AC Vert-Pré                            |
| Relégués en Régional 2                             | US Robert                              |
| Relégués en Régional 2                             | CO Trénelle                            |
| Relégués en Régional 2                             | Good Luck de Fort-de-France            |